# Lens (Szwajcaria)
Lens (niem. Leis) – miejscowość i gmina (commune) w południowej Szwajcarii, w kantonie Valais, w okręgu (district) Sierre.  

## Demografia
W Lens mieszka 4306 osób. W 2021 roku 31,2% populacji gminy stanowiły osoby urodzone poza Szwajcarią. 